# ATP Madrid
L'ATP Madrid è stato un torneo di tennis facente parte del Grand Prix giocato dal 1973 al 1976 a Madrid in Spagna su campi in terra rossa.

## Albo d'oro

### Singolare
| Anno | Vincitore     | Finalista       | Punteggio               |
| ---- | ------------- | --------------- | ----------------------- |
| 1973 | Ilie Năstase  | Adriano Panatta | 6–3, 7–6, 5–7, 6–1      |
| 1974 | Non disputato |                 |                         |
| 1975 | Ilie Năstase  | Manuel Orantes  | 7–6, 6–1, 2–6, 6–3      |
| 1976 | Víctor Pecci  | Éric Deblicker  | 7–5, 7–5, 3–6, 2–6, 6–4 |

### Doppio
| Anno      | Vincitori                        | Finalisti                 | Punteggio     |
| --------- | -------------------------------- | ------------------------- | ------------- |
| 1973-1975 | Non disputato                    |                           |               |
| 1976      | Carlos Kirmayr Eduardo Mandarino | John Andrews Colin Dibley | 7–6, 4–6, 8–6 |